# Verižni ulomek
Verížni ulómek je v matematiki izraz oblike:
{\displaystyle \xi =a_{0}+{\cfrac {1}{a_{1}+{\cfrac {1}{a_{2}+{\cfrac {1}{a_{3}+\,\cdots }}}}}}\!\,,}
kjer je a0 neko celo število, vsa druga števila an pa so naravna števila (oziroma pozitivna cela števila) in se imenujejo delni količniki. Daljši izrazi so določeni podobno. Če so števci različni od 1, se izraz imenuje posplošeni verižni ulomek. Zaradi jasnosti se neposplošeni verižni ulomek imenuje tudi navadni, enostavni ali pravilni verižni ulomek.

## Opis
Verižni ulomki nastanejo zaradi želje po »matematično čistih« predstavitvah realnih števil.
Večina ljudi pozna desetiško predstavitev realnih števil:
{\displaystyle r=\sum _{i=0}^{\infty }a_{i}10^{-i}\!\,,}
kjer je a0 poljubno celo število, vsak ai pa je element {0, 1, 2, ..., 9}. V tej predstavitvi je na primer število π izraženo s celoštevilskim zaporedjem (OEIS A000796) {3, 1, 4, 1, 5, 9, 2, ...}.
Takšna predstavtev ni brez pomanjkljivosti. Ena težava je pojava poljubne konstante 10 v zgornji enačbi. Zakaj 10? To je posledica biološke pogojenosti in ne nečesa kar bi bilo povezano z matematiko. 10 se uporablja, ker je standardna osnova našega številskega sistema (10 prstov). Prav tako bi se lahko uporabljala osnova 8 (osmiški sistem) ali osnova 2 (dvojiški sistem). Druga težava je, da v tem sestavu mnogo racionalnih števil ni moč izraziti s končnim številom členov v takšnem zapisu. Število 1/3 je na primer izraženo kot neskončno zaporedje {0, 3, 3, 3, 3, ....}.
Zapis z verižnimi ulomki je predstavitev realnih števil, ki se ogne takšnim težavam. Premisli se kako se lahko opiše število kot je 415/93, katerega vrednost je približno 4,4624. To je zaokroženo enako 4. Dejansko je malo več od 4, približno 4 + 1/2. 2 v imenovalcu ni v redu, saj je pravilni imenovalec malo več kot 2, približno 2 + 1/6, tako da je 415/93 v približku 4 + 1/(2 + 1/6). Vendar 6 v imenovalcu spet ni pravilen, saj je pravilni imenovalec malo več kot 6, 6 + 1/7. Tako je 415/93 dejansko 4+1/(2+1/(6+1/7)) in to je točna vrednost.
Če se izpusti trivialne dele izraza 4+1/(2+1/(6+1/7)), se dobi okrajšan zapis verižnega ulomka [4; 2, 6, 7]. Po navadi se prvo vejico nadomesti s podpičjem. Takšen zapis je prvi uporabil nemški matematik Oskar Perron v svojem enciklopedičnem delu o verižnih ulomkih Teorija verižnih ulomkov (Die Lehre von den Kettenbrüchen) iz leta 1913.
Predstavitev realnih števil z verižnimi ulomki ima več prikladnih značilnosti:
- predstavitev števila z verižnim ulomkom je končna, če in samo če je število racionalno.
- predstavitve »preprostih« racionalnih števil z verižnimi ulomki so kratke.
- predstavitev poljubnega racionalnega števila z verižnim ulomkom je edina, če na koncu ni 1. Za vsako racionalno število, izraženo kot verižni ulomek {\displaystyle [N;a,...,z]} pri z > 1, obstaja zapis z 1 na koncu {\displaystyle [N;a,...,z-1,1]}.
- predstavitev iracionalnega števila je edinstvena.
- členi verižnega ulomka se bodo ponavljali, če in samo če je število kvadratična iracionala, oziroma, če je realna rešitev kvadratne enačbe.
- okrajšanje predstavitve števila x z verižnim ulomkom vodi do racionalnega približka za x, ki je v določenem smislu »najboljši« racionalni približek.

Zadnja značilnost je zelo pomembna in ne velja za običajno desetiško predstavitev. Okrajšanje desetiške predstavitve da racionalni približek števila, vendar običajno ne dobrega. Če se na primer okrajša število 1/7 = 0,142857... na več mestih, se dobi približke 142/1000, 14/100 in 1/10. Očitno je najboljši racionalni približek kar »1/7«. Okrajšanje desetiškega zapisa π da približka 31415/10000 in 314/100. Zapis števila π z verižnim ulomkom je [3; 7, 15, 1, 292, ...]. Z okrajšavo tega zapisa se dobi odlične približke 3, 22/7, 333/106, 355/113, 103993/33102, ... Imenovalca 314/100 in 333/106 sta skoraj enaka, vendar je napaka približka 314/100 devetnajstkrat večja kot pri 333/106. Kot približek števila π je [3; 7, 15, 1] več kot stokrat točnejši od 3,1416.

## Računanje verižnih ulomkov
Poljubno neničelno realno število ξ se lahko zapiše kot verižni ulomek {\displaystyle [a_{0};a_{1},a_{2},a_{3},\cdots ]\!\,}, kjer je
{\displaystyle a_{0}=\lfloor \xi \rfloor ,\xi _{0}=\xi -a_{0}\!\,,}
{\displaystyle a_{1}=\left\lfloor {\frac {1}{\xi _{0}}}\right\rfloor ,\xi _{1}={\frac {1}{\xi _{0}}}-a_{1}\!\,,}
{\displaystyle \ldots }
{\displaystyle a_{n}=\left\lfloor {\frac {1}{\xi _{n-1}}}\right\rfloor ,\xi _{n}={\frac {1}{\xi _{n-1}}}-a_{n}\!\,,}
{\displaystyle \ldots }
in {\displaystyle \lfloor \xi \rfloor \!\,} celi del števila {\displaystyle \xi \!\,}.
Da se izračuna verižni ulomek števila ξ, se najprej zapiše celi del ξ. Nato se odštete ta del od števila ξ. Če je razlika enaka 0, se konča, drugače pa se izračuna obratno vrednost razlike in ponovi postopek. Postopek se konča, če in samo če je ξ racionalen.
| Izračun verižnega ulomka za 3,245                                        | Izračun verižnega ulomka za 3,245 | Izračun verižnega ulomka za 3,245 | Izračun verižnega ulomka za 3,245 | Izračun verižnega ulomka za 3,245 |
| ------------------------------------------------------------------------ | --------------------------------- | --------------------------------- | --------------------------------- | --------------------------------- |
| {\displaystyle 3\,}                                                      | {\displaystyle 3,245-3\,}         | {\displaystyle =0,245\,}          | {\displaystyle 1/0,245\,}         | {\displaystyle =4,082\,}          |
| {\displaystyle 4\,}                                                      | {\displaystyle 4,082-4\,}         | {\displaystyle =0,082\,}          | {\displaystyle 1/0,082\,}         | {\displaystyle =12,250\,}         |
| {\displaystyle 12\,}                                                     | {\displaystyle 12,250-12\,}       | {\displaystyle =0,250\,}          | {\displaystyle 1/0,250\,}         | {\displaystyle =4,000\,}          |
| {\displaystyle 4\,}                                                      | {\displaystyle 4,000-4\,}         | {\displaystyle =0,000\,}          | Končaj                            |                                   |
| verižni ulomek za 3,245 je [3; 4, 12, 4]                                 |                                   |                                   |                                   |                                   |
| {\displaystyle 3,245=3+{\cfrac {1}{4+{\cfrac {1}{12+{\cfrac {1}{4}}}}}}} |                                   |                                   |                                   |                                   |

Število 3,245 se lahko zapiše tudi kot [3; 4, 12, 3, 1].
Ta algoritem je primeren za realna števila. Če se ga uporablja pri računanju s plavajočo vejico, se lahko pridobi nesmisle. Zaradi tega je vsako število s plavajočo vejico točno racionalno število (kjer je imenovalec po navadi potenca 2 v sodobnih računalnikih ali potenca 10 na elektronskih računalih) in v takšnih primerih se lahko za točne rezultate uporabi različica Evklidovega algoritma.

## Oblike zapisov verižnih ulomkov
Najbolj razširjen okrajšan zapis verižnih ulomkov je:
{\displaystyle \xi =[a_{0};a_{1},a_{2},a_{3}]\!\,}
in včasih tudi:
{\displaystyle \xi =\left\langle a_{0};a_{1},a_{2},a_{3}\right\rangle \!\,,}
oziroma tudi brez podpičja:
{\displaystyle \xi =\left\langle a_{0},a_{1},a_{2},a_{3}\right\rangle \!\,.}
Znan je tudi Pringsheimov zapis:
{\displaystyle \xi =a_{0}+{\frac {1\mid }{\mid a_{1}}}+{\frac {1\mid }{\mid a_{2}}}+{\frac {1\mid }{\mid a_{3}}}\!\,}
ali redkejši zapis, podoben zgornjemu:
{\displaystyle \xi =a_{0}+{\frac {1}{a_{1}+}}{\frac {1}{a_{2}+}}{\frac {1}{a_{3}+}}\!\,.}
Neskončne verižne ulomke se lahko določi tudi kot limite:
{\displaystyle [a_{0};a_{1},a_{2},a_{3},\,\ldots ]=\lim _{n\to \infty }[a_{0};a_{1},a_{2},\,\ldots ,a_{n}]\!\,.}
Ta limita obstaja za poljubna pozitivna cela števila a1, a2, a3 ...

## Zgodovina verižnih ulomkov
Zametke računanja verižnih ulomkov je moč videti v Evklidovem algoritmu (300 pr. n. št.) saj gre v bistvu za isto stvar in algoritem kot stranski rezultat enakovredno da člene zapisa verižnih ulomkov.
Indijski matematik in astronom Aryabhata I. je uporabljal verižne ulomke pri računanju linearnih nedoločenih enačb, oblike {\displaystyle ax+c=by} (diofantska enačba, Aryabhatov algoritem), sicer ne popolnoma v današnjem smislu.
Za začetnika teorije verižnh ulomkov velja italijanski matematik Rafael Bombelli. Prvič jih je uporabil leta 1572 pri računanju kvadratnih korenov. Odkril je tudi, da se dajo iracionalna števila zelo točno aproksimirati z verižnimi ulomki. Aproksimiral je {\displaystyle {\sqrt {13}}}. V tem času se je z verižnimi ulomki ukvarjal tudi Pietro Antonio Cataldi. Tudi Cataldi je na podoben način s periodičnim verižnim ulomkom izrazil {\displaystyle {\sqrt {18}}\ }:
{\displaystyle {\begin{aligned}{\sqrt {18}}&=[4;{\overline {4,8}}]\\&=\left\{4,{\frac {17}{4}},{\frac {140}{33}},{\frac {577}{136}},{\frac {4756}{1121}},{\frac {19601}{4620}},{\frac {161564}{38081}},{\frac {665857}{156944}},{\frac {5488420}{1293633}},{\frac {22619537}{5331476}},{\frac {186444716}{43945441}},\ \cdots \right\}\!\,.\end{aligned}}}
Cataldi jih je sistematično zapisal v svoji razpravi Trattato del modo brevissimo di trovare la radice quadra delli numeri ... o iskanju kvadratnih korenov števil, objavljeni v Bologni leta 1613. Cataldi je pisal verižne ulomke še v obliki:
{\displaystyle a_{0}.\,} &{\displaystyle {\frac {n_{1}}{d_{1}}}.} &{\displaystyle {\frac {n_{2}}{d_{2}}}.} &{\displaystyle {\frac {n_{3}}{d_{3}}}\!\,,}
kjer pike označujejo kam sledijo naslednji ulomki.
Z delom Johna Wallisa so verižni ulomki dobili svoje upravičeno mesto v matematiki. V svoji knjigi Algebrski traktat (Tractatus de algebra), (izšla leta 1685) je Wallis našel π na 35 decimalk s približkom neskončnega verižnega ulomka:
{\displaystyle {\begin{aligned}\pi &=[3;7,15,1,292,1,1,1,2,1,3,1,14,2,1,1,2,2,2,2,1,84,2,1,1,15,3,13,1,3,4,2,6,6,1,\,...]\\&={\frac {10576765661816118725}{3366689074005314168}}=3,14159265358979323846264338327951738\!\,.\end{aligned}}}
Prvi neskončni (posplošeni) verižni ulomek je zapisal lord Brouncker v svojem delu iz leta 1659 za razvoj števila 4/π na podlagi Wallisovega produkta za π/2.
V svojem delu Matematično delo (Opera Mathematica) je Wallis leta 1695 tudi prvič uporabil izraz »verižni ulomek«. V slovenščino je izraz uvedel Josip Plemelj.
Christiaan Huygens je uporabljal verižne ulomke pri aproksimaciji prestavnih razmerij in o tem napisal članek. Huygens je našel približek:
{\displaystyle {\frac {77708431}{2640858}}=[29;2,2,1,5,1,4,\ldots ]\!\,.}
Značilnosti in teorijo verižnih ulomkov sta naprej razvila Huygens leta 1703 in Leonhard Euler leta 1744. Lagrange je mislil, da bi bilo mogoče prepoznati vsako algebrsko število iz njegovega verižnega ulomka. Periodičnost verižnih ulomkov za kvadratične iracionale je dokazal sedemnajstletni Évariste Galois leta 1828.

## Uporaba verižnih ulomkov
- računanje približkov realnih števil.
- dokazovanje iracionalnosti števil. S pomočjo verižnih ulomkov so dokazali iracionalnost Riemanove funkcije ζ za ζ(3).
- algoritem praštevilskega razcepa SQFOF (SqFoF, Square Form factorisation).
- računanje približkov časovnih obdobij (tropsko leto, mesec ipd).

## Končni verižni ulomki
Za končne verižne ulomke velja:
{\displaystyle [a_{0};a_{1},a_{2},a_{3},\,\ldots ,a_{n},1]=[a_{0};a_{1},a_{2},a_{3},\,\ldots ,a_{n}+1]\!\,.}
Za vsak končni verižni ulomek obstaja drug končni verižni ulomek, ki predstavlja isto število. Na primer
{\displaystyle [2;3,1]=[2;4]=9/4=2,25\!\,.}
Vsak končni verižni ulomek je racionalno število, in vsako racionalno število lahko zapišemo na točno dva različna načina kot končni verižni ulomek. V enem zapisu je končni člen verižnega ulomka enak 1. Drug zapis ima en člen manj, zadnji člen pa mora biti večji od 1, razen če je edin.

## Neskončni verižni ulomki
Vsak neskončni verižni ulomek je iracionalno število, in vsako iracionalno število se lahko zapiše na točno en način kot neskončni verižni ulomek.
Neskončni verižni ulomki iracionalnih števil pridejo prav, saj njihovi prvi členi nudijo odlične racionalne približke števila. Ti približki se imenujejo tudi konvergenti verižnega ulomka. Sodi približki so manjši od števila, lihi pa večji. 
Za verižni ulomek {\displaystyle [a_{0};a_{1},a_{2},\ldots ]} so prvi štirje približki (oštevilčeni od 0 do 3):
{\displaystyle {\frac {a_{0}}{1}},\qquad {\frac {a_{0}a_{1}+1}{a_{1}}},\qquad {\frac {a_{2}(a_{0}a_{1}+1)+a_{0}}{a_{2}a_{1}+1}},\qquad {\frac {a_{3}(a_{2}(a_{0}a_{1}+1)+a_{0})+(a_{0}a_{1}+1)}{a_{3}(a_{2}a_{1}+1)+a_{1}}}\!\,.}
Z drugimi besedami, števec tretjega približka se tvori z množenjem števca drugega približka s tretjim količnikom in prištetjem števca prvega približka. Na podoben način se tvori imenovalce.
Če obstaja naslednji člen s števci {\displaystyle h_{1},h_{2},\ldots } in imenovalci {\displaystyle k_{1},k_{2},\ldots }, poten je ustrezna rekurzivna enačba:
{\displaystyle h_{n}=a_{n}h_{n-1}+h_{n-2},\qquad k_{n}=a_{n}k_{n-1}+k_{n-2}\!\,.}
Sosednja zaporedna približka sta dana z enačbo:
{\displaystyle {\frac {h_{n}}{k_{n}}}={\frac {a_{n}h_{n-1}+h_{n-2}}{a_{n}k_{n-1}+k_{n-2}}}\!\,.}

## Nekateri izreki
Če je a0, a1, a2, ... neskončno zaporedje naravnih števil, določimo zaporedja {\displaystyle h_{n}} in {\displaystyle k_{n}} rekurzivno:
| {\displaystyle h_{n}=a_{n}h_{n-1}+h_{n-2}} |  |  | {\displaystyle h_{-1}=1} |  | {\displaystyle h_{-2}=0} |
| {\displaystyle k_{n}=a_{n}k_{n-1}+k_{n-2}} |  |  | {\displaystyle k_{-1}=0} |  | {\displaystyle k_{-2}=1} |

### Izrek 1
Za vsak pozitivni {\displaystyle \xi \in \mathbb {R} } velja:
{\displaystyle \left[a_{0},a_{1},\,\ldots ,a_{n-1},\xi \right]={\frac {\xi h_{n-1}+h_{n-2}}{\xi k_{n-1}+k_{n-2}}}\!\,.}

### Izrek 2
Približki  [a0, a1, a2, ...] so dani z:
{\displaystyle \left[a_{0},a_{1},\,\ldots ,a_{n}\right]={\frac {h_{n}}{k_{n}}}\!\,.}

### Izrek 3
Če je n-ti približek verižnega ulomka {\displaystyle h_{n}/k_{n}}, potem velja:
{\displaystyle k_{n}h_{n-1}-k_{n-1}h_{n}=(-1)^{n}\!\,.}
Posledica 1: Vsak približek je izražen z najmanjšim členom (saj, če bi {\displaystyle h_{n}} in {\displaystyle k_{n}} imela netrivialni skupni delitelj, bi delila {\displaystyle k_{n}h_{n-1}-k_{n-1}h_{n}}, kar je nemogoče).
Posledica 2: razlika med sosednjima zaporednima približkoma je enotski ulomek:
{\displaystyle \left|{\frac {h_{n}}{k_{n}}}-{\frac {h_{n-1}}{k_{n-1}}}\right|=\left|{\frac {h_{n}k_{n-1}-k_{n}h_{n-1}}{k_{n}k_{n-1}}}\right|={\frac {1}{k_{n}k_{n-1}}}\!\,.}
Ali drugače rečeno, dva sosednja zaporedna približka sta sosednja ulomka.
Posledica 3: Verižni ulomek je enakovreden vrsti z izmeničnimi členi:
{\displaystyle a_{0}+\sum _{n=0}^{\infty }{\frac {(-1)^{n}}{k_{n+1}k_{n}}}\!\,.}
Posledica 4: Matrika:
{\displaystyle {\begin{bmatrix}h_{n}&h_{n-1}\\k_{n}&k_{n-1}\!\,\end{bmatrix}}}
ima determinanto +1 ali -1, in zato pripada grupi 2x2 unimodularnih matrik {\displaystyle S^{*}L(2,\mathbb {Z} )}.

### Izrek 4
Vsak približek je bolj točen kot prejšnji. Če je n-ti približek enak {\displaystyle [a_{0};a_{1},a_{2},\ldots a_{n}]=x}, potem velja:
{\displaystyle \left|[a_{0};a_{1},a_{2},\ldots a_{r}]-x\right|>\left|[a_{0};a_{1},a_{2},\ldots a_{s}]-x\right|}
za vse {\displaystyle r<s<n\!\,.}
Posledica 1: lihi približki stalno naraščajo, vendar so vedno manjši od {\displaystyle \xi .}
Posledica 2: sodi približki stalno padajo, vendar so vedno večji od {\displaystyle \xi .}

### Izrek 5
{\displaystyle {\frac {1}{k_{n}(k_{n+1}+k_{n})}}<\left|x-{\frac {h_{n}}{k_{n}}}\right|<{\frac {1}{k_{n}k_{n+1}}}\!\,.}
Posledica 1: vsak približek je točnejši od prejšnjega, katerega imenovalec je manjši od imenovalca približka
Posledica 2: vsak približek, ki takoj sledi velikemu količniku, se najmanj razlikuje od verižnega ulomka.

## Polpribližki
Če sta {\displaystyle {\frac {h_{n-1}}{k_{n-1}}}} in {\displaystyle {\frac {h_{n}}{k_{n}}}} sosednja zaporedna približka, potem se vsak ulomek oblike:
{\displaystyle {\frac {h_{n-1}+ah_{n}}{k_{n-1}+ak_{n}}}\!\,,}
kjer je {\displaystyle a} nenegativno celo število in kjer so števci in imenovalci med {\displaystyle n} in {\displaystyle n+1}, imenuje  polpribližek, sekundarni približek ali vmesni ulomek. Po navadi pomeni, da je člen polpribližek to, da je lahko približek, ne pa to, da je približek vrsta polpribližka.
Polpribližki razvoja verižnega ulomka realnega števila {\displaystyle \xi } vsebujejo vse racionalne približke, ki so boljši od vsakega približka z manjšim imenovalcem. Druga uporabna značilnost je, da za dva zaporedna polpribližka a/b in c/d velja {\displaystyle ad-bc=\pm 1}.

## Najboljši racionalni približki
Najboljši racionalni približek realnega števila ξ je racionalno število {\displaystyle {\begin{matrix}{\frac {n}{d}}\end{matrix}}\!\,}, {\displaystyle d>0\!\,}, ki je bližje ξ kot katerikoli približek z manjšim imenovalcem. Ker je najboljši racionalni približek vedno približek ali polpribližek, se lahko pravilni verižni ulomek za ξ x uporabi za vse najboljše racionalne približke za ξ po naslednjih treh pravilih:
1. skrajšanje verižnega ulomka in morebitno povečanje njegovega zadnjega izraza.
2. vrednost povečanega izraza ne more biti manj kot polovico vrednosti.
3. če je končni člen so, posebno pravilo odloča ali je njegova polovična vrednost dopustna. (Glej spodaj)

Pravilni verižni ulomek za število 0,84375 je na primer [0;1,5,2,2]. Tu so vsi njegovi najboljši racionalni približki.
| [0;1]                                         | [0;1,3]                                                    | [0;1,4]                                                    | [0;1,5]                                                    | [0;1,5,2]                                                    | [0;1,5,2,1]                                                  | [0;1,5,2,2]                                                  |
| {\displaystyle {\begin{matrix}1\end{matrix}}} | {\displaystyle {\begin{matrix}{\frac {3}{4}}\end{matrix}}} | {\displaystyle {\begin{matrix}{\frac {4}{5}}\end{matrix}}} | {\displaystyle {\begin{matrix}{\frac {5}{6}}\end{matrix}}} | {\displaystyle {\begin{matrix}{\frac {11}{13}}\end{matrix}}} | {\displaystyle {\begin{matrix}{\frac {16}{19}}\end{matrix}}} | {\displaystyle {\begin{matrix}{\frac {27}{32}}\end{matrix}}} |
Strogo monotono naraščanje imenovalcev pri dodajanju členov dovoljuje algoritmu obstoj limite, bodisi na velikosti imenovalca ali bližine približka.
Za vključitev novega člena v racionalni približek sta potrebna le dva predhodna približka. Če je a novi člen, potem sta novi števec in imenovalec:
nk+1 = nk−1 + a nk
dk+1 = dk−1 + a dk
Začetna »približka« (za prva dva člena) sta  0/1 in 1/0. Tu so približki za [0;1,5,2,2].
| ak |   |   | 0 | 1 | 5 | 2  | 2  |
| nk | 0 | 1 | 0 | 1 | 5 | 11 | 27 |
| dk | 1 | 0 | 1 | 1 | 6 | 13 | 32 |
Strogi opis pravila razpolovitve je, da je razpolovljen člen {\displaystyle {\begin{matrix}{\frac {1}{2}}\end{matrix}}a_{k}} dopusten, samo in samo če:
[ak; ak−1, …, a1] > [ak; ak+1, …].
Velikokrat se za računanje zaporednih členov uporabljo nekaj podobnega kot je Evklidov algoritem največjega skupnega delitelja. Dodatne vrednosti, ki jih da algoritem, omogočajo ustreznejšo preveritev. Tu je, na primer, računanje členov za število 0,84375 = {\displaystyle {\begin{matrix}{\frac {27}{32}}\end{matrix}}} (kjer {\displaystyle \lfloor \xi \rfloor } označuje funkcijo celi del).
| {\displaystyle a_{0}=} | {\displaystyle \lfloor {\begin{matrix}{\frac {27}{32}}\end{matrix}}\rfloor } | {\displaystyle =0}, |  | {\displaystyle f_{0}} | {\displaystyle =27-32a_{0}} | {\displaystyle =27} |
| {\displaystyle a_{1}=} | {\displaystyle \lfloor {\begin{matrix}{\frac {32}{27}}\end{matrix}}\rfloor } | {\displaystyle =1}, |  | {\displaystyle f_{1}} | {\displaystyle =32-27a_{1}} | {\displaystyle =5}  |
| {\displaystyle a_{2}=} | {\displaystyle \lfloor {\begin{matrix}{\frac {27}{5}}\end{matrix}}\rfloor }  | {\displaystyle =5}, |  | {\displaystyle f_{2}} | {\displaystyle =27-5a_{2}}  | {\displaystyle =2}  |
| {\displaystyle a_{3}=} | {\displaystyle \lfloor {\begin{matrix}{\frac {5}{2}}\end{matrix}}\rfloor }   | {\displaystyle =2}, |  | {\displaystyle f_{3}} | {\displaystyle =5-2a_{3}}   | {\displaystyle =1}  |
| {\displaystyle a_{4}=} | {\displaystyle \lfloor {\begin{matrix}{\frac {2}{1}}\end{matrix}}\rfloor }   | {\displaystyle =2}, |  | {\displaystyle f_{4}} | {\displaystyle =2-1a_{4}}   | {\displaystyle =0}  |
Z uporabo vrednosti f na ta način, je za {\displaystyle {\begin{matrix}{\frac {1}{2}}\end{matrix}}a_{k}\!\,} preveritev dopustnosti {\displaystyle {\begin{matrix}{\frac {d_{k-2}}{d_{k-1}}}\end{matrix}}>{\begin{matrix}{\frac {f_{k}}{f_{k-1}}}\end{matrix}}\!\,}. Za {\displaystyle a_{3}\!\,} v primeru je {\displaystyle {\begin{matrix}{\frac {d_{1}}{d_{2}}}\end{matrix}}={\begin{matrix}{\frac {1}{6}}\end{matrix}}\!\,} in {\displaystyle {\begin{matrix}{\frac {f_{3}}{f_{2}}}\end{matrix}}={\begin{matrix}{\frac {1}{2}}\end{matrix}}\!\,}, zato {\displaystyle {\begin{matrix}{\frac {1}{2}}\end{matrix}}a_{3}\!\,} ni dopusten. Za {\displaystyle a_{4}\!\,} {\displaystyle {\begin{matrix}{\frac {d_{2}}{d_{3}}}\end{matrix}}={\begin{matrix}{\frac {6}{13}}\end{matrix}}\!\,} in {\displaystyle {\begin{matrix}{\frac {f_{4}}{f_{3}}}\end{matrix}}={\begin{matrix}{\frac {0}{1}}\end{matrix}}\!\,}, tako da je {\displaystyle {\begin{matrix}{\frac {1}{2}}\end{matrix}}a_{4}\!\,} dopusten.
Približki števila ξ so najboljši približki tudi v strožjem smislu. n/d je približek za ξ samo in samo, če je |dξ - n| najmanjša relativna napaka med vsemi približki mm/c pri c ≤ d, oziroma, če velja |dξ - n| < |cξ - m| dokler je c < d.

## Verižni ulomek zaπ
Pri računanju približkov za π se vzame {\displaystyle a_{0}=\lfloor \pi \rfloor =3\!\,}, določi {\displaystyle u_{1}={\frac {1}{\pi -3}}\!\,} {\displaystyle \approx {\frac {113}{16}}=7,0625} in {\displaystyle a_{1}=\lfloor u_{1}\rfloor =7}, {\displaystyle u_{2}={\frac {1}{u_{1}-7}}\approx {\frac {31993}{2000}}=15,9965\!\,} ter {\displaystyle a_{2}=\lfloor u_{2}\rfloor =15\!\,}, {\displaystyle u_{3}={\frac {1}{u_{2}-15}}\!\,} {\displaystyle \approx {\frac {1003}{1000}}=1,003\!\,}. Če se nadaljuje na ta način, se lahko najde poljubno mnogo členov neskončnega verižnega ulomka za π [3; 7, 15, 1, 292, 1, 1, ...]. Tretji približek za π je [3; 7, 15, 1] = 355/113 = 3,14159292035..., kar je že zelo točno.
Naj so najdeni količniki kot zgoraj [3; 7, 15, 1]. Z naslednjim postopkom se lahko takoj zapiše približne ulomke, ki izhajajo iz teh količnikov, brez, da bi se računalo verižni ulomek.
Prvi količnik deljen recimo z 1, bo dal prvi ulomek, ki bo premajhen, namreč 3/1. Z množenjem števca in imenovalca prvega ulomka z drugim količnikom in prištevanjem števila 1 s števcem se dobi drugi ulomek 22/7, ki bo prevelik. Če se nadaljuje na enak način, se dobi tretji ulomek, ki je premajhen. Tako je za tretji količnik, ki je enak 15, za števec (22 · 15 = 330) + 3 = 333 in za imenovalec (7 · 15 = 105) + 1 = 106. Tretji približek je tako 333/106. Enako za četrti približek. Četrti količnik je 1, velja 333 krat 1, kar je 333, prišteje se 22, imenovalec predhodnega ulomka, kar da 355. Podobno 106 krat 1 je 106, prišteje se 7, in dobi 113.
S štirimi količniki [3; 7, 15, 1] se tako dobi štiri ulomke:
{\displaystyle {\frac {3}{1}},{\frac {22}{7}},{\frac {333}{106}},{\frac {355}{113}},\,\ldots \!\,.}
Ti približki so izmenično manjši in večji od vrednosti števila π, ter se ji vedno bolj približujejo. Razlika med danim približkom in številom π je manjša od obratne vrednosti zmnožka imenovalcev tega približka in naslednjega približka. Ulomek 22/7 je na primer večji od π, vendar 22/7 − π je manj kot 1/(7 · 106), kar je enako 1/742. Dejansko je 22/7 − π manjše od 1/790.
Te značilnosti izhajajo iz dejstva, da če se išče razliko med sosednjima ulomkoma, so bo dobil ulomek, katerega števec bo vedno enak 1, imenovalec pa zmnožek obeh imenovalcev. Tako je razlika med 22/7 in 3/1 enaka 1/7, prevelika; med 333/106 in 22/7 enaka 1/742, premajhna; med 355/113 in 333/106 enaka 1/11978, premajhna, in tako naprej. V tem smislu se lahko z uporabo teh razlik izrazi ulomke na drug in zelo enostaven način, kjer so vsi števci enaki 1, imenovalci pa zmnožki dveh sosednjih imenovalcev. namesto zgoraj zapizanih ulomkov imamo tako vrsto:
{\displaystyle {\frac {3}{1}}+{\frac {1}{1\cdot 7}}-{\frac {1}{7\cdot 106}}+{\frac {1}{106\cdot 113}}\cdots .}
Prvi člen je, kot se vidi, prvi ulomek. Prvi in drugi člen dasta drugi ulomek 22/7. Prvi trije členi dajo tretji ulomek 333/106 in podobno naprej. Celotna vrsta je enakovredna izvirni vrednosti.

## Verižni ulomki nekaterih števil
Čeprav se v neskončnem verižnem ulomku za π ne da najti kakšnega vzorca, to ne velja za vsa števila. Za število e, osnovo naravnih logaritmov so verižni ulomki preprostejši:
{\displaystyle e\,\,\,\,\,\,=[2;1,2,1,1,4,1,1,6,1,1,8,1,1,10,\ldots ]\!\,,}
{\displaystyle {\sqrt {e}}=[1;1,1,1,5,1,1,9,1,1,13,1,1,17,\ldots ]\!\,,}
{\displaystyle e^{\frac {1}{4}}\,\,\,=[1;3,1,1,11,1,1,19,1,1,27,1,1,35,\ldots ]\!\,,}
{\displaystyle e^{\frac {1}{8}}\,\,\,=[1;7,1,1,23,1,1,39,1,1,55,1,1,71,\ldots ]\!\,,}
Seveda pa to ne velja za vsa transcendentna števila kot sta Gelfondova konstanta z verižnim ulomkom:
{\displaystyle e^{\pi }=[23;7,9,3,1,1,591,2,9,1,2,34,1,16,1,30,1,1,4,1,2,\ldots ]\!\,}
ali Gelfond-Schneiderjeva konstanta:
{\displaystyle 2^{\sqrt {2}}=[2;1,1,1,72,3,4,1,3,2,1,1,1,14,1,2,1,1,3,1,3,\ldots ]\!\,.}
Še posebej zanimiv verižni ulomek ima število, ki ga je raziskoval Ramanudžan leta 1913 in 1914, in ga je Simon Plouffe imenoval Ramanudžanova konstanta:
{\displaystyle e^{\pi {\sqrt {163}}}=[262537412640768743;1,1333462407511,1,8,1,1,5,1,4,1,7,1,1,1,9,1,1,2,12,4,1,15,4,299,3,\ldots ]\!\,.}
Gelfond je dokazal, da so števila oblike {\displaystyle e^{\pi {\sqrt {d}}}} za pozitivni celi d trancendentna.
Število z neskončnim pravilnim verižnim ulomkom (OEIS A060997):
{\displaystyle \alpha _{0}=[1;2,3,4,5,\ldots ,n,n+1,\ldots ]=1,43312742672231175831718345577599182043\ldots \!\,}
je iracionalno.:589
Števila s periodičnim verižnim ulomkom so natanko rešitve kvadratne enačbe s celoštevilskimi koeficienti. Imenujejo se kvadratna iracionalna števila. Najpreprostejši verižni ulomek nasploh ima število zlatega reza Φ:
{\displaystyle \Phi =[1;{\overline {1}}]\!\,}
in njegova obratna vrednost:
{\displaystyle \Phi ^{-1}=[0;{\overline {1}}]\!\,.}
Podobno:
{\displaystyle {\sqrt {2}}=[1;{\overline {2}}]\!\,,}
{\displaystyle {\sqrt {3}}=[1;{\overline {1,2}}]\!\,,}
{\displaystyle {\sqrt {5}}=[2;{\overline {4}}]\!\,,}
{\displaystyle {\sqrt {6}}=[1;{\overline {2}}]\cdot [1;{\overline {1,2}}]\!\,,}
{\displaystyle {\sqrt {7}}=[2;{\overline {1,1,1,4}}]\!\,,}
{\displaystyle {\sqrt {8}}=[2;{\overline {1,4}}]\!\,,}
{\displaystyle {\sqrt {10}}=[3;{\overline {6}}]\!\,,}
{\displaystyle {\frac {{\sqrt {3}}-1}{2}}=[0;{\overline {2,1}}]\!\,.}
Števila s periodičnimi verižnimi ulomki imajo različno dolge preriode.
Večina drugih iracionalnih števil nima periodičnih ali enostavnih verižnih ulomkov. Hinčin je dokazal, da imajo za skoraj vsa realna števila ξ delni količniki osupljivo značilnost: njihova geometrična sredina je konstantna, znana kot Hinčinova konstanta K ≈ 2,6854520010..., in je neodvisna od vrednosti števila ξ. Lévy je pokazal, da se n-ti koren imenovalca n-tega približka verižnega ulomka za skoraj vsa realna števila približuje mejni vrednosti, znani kot Lévyjeva konstanta z vrednostjo približno 3,2758229...

## Fermat-Pellova enačba
Verižni ulomki so pomembni pri reševanju Fermat-Pellove diofantske enačbe. Za pozitivni celi števili {\displaystyle p} in {\displaystyle q} velja {\displaystyle p^{2}-2q^{2}=\pm 1} samo in samo če je {\displaystyle p/q} približek v razvoju verižnega ulomka za {\displaystyle {\sqrt {2}}}.

## Verižni ulomki in kaos
Verižne ulomke uporabljajo tudi pri raziskovaju v teoriji kaosa, kjer povezujejo pojem Fareyjevih ulomkov, ki jih obsega Mandelbrotova množica, s pojmom vprašalne funkcije Minkowskega in modularno grupo Γ. 
Protismerni premikalni operator za verižne ulomke je preslikava {\displaystyle h(x)=1/x-\lfloor 1/x\rfloor ,} imenovana Gaussova preslikava, ki klesti števke verižnega ulomka: {\displaystyle h([0;a_{1},a_{2},a_{3},\ldots ])=[0;a_{2},a_{3},\ldots ]}. Prenosni operator te preslikave se imenuje Gauss-Kuzmin-Wirsingov operator. Porazdelitev števk v verižnih ulomkih je dana z ničelnim lastnim vektorjem tega operatorja, in se imenuje Gauss-Kuzminova porazdelitev.